# 穆杜埃斯
穆杜埃斯，是西班牙卡斯蒂利亚-拉曼恰瓜达拉哈拉省的一个市镇。总面积22平方公里，总人口113人（2001年），人口密度5人/平方公里。